# Molekylär klocka
Molekylär klocka är den uppskattade hastigheten med vilken mutationer ansamlas i olika organismer. Genom att jämföra förändringar i arvsmassan hos olika arter kan molekylära klockor användas som metod för att analysera olika arters släktskapsförhållanden. Till grund för metoden ligger teorin om att allt liv på jorden har ett gemensamt ursprung. Därför antas närbesläktade organismer ha mer likheter i sin arvsmassa jämfört med organismer som släktskapsmässigt står längre ifrån varandra. Den molekylära klockan utgår från att olika organismer inom olika utvecklingslinjer ackumulerar mutationer i en jämn takt. Antalet förändringar som ansamlats kan därför användas för att uppskatta den tid som förflutit sedan utvecklingslinjerna skildes åt.

## Upptäckten av molekylära klockor
Hypotesen om molekylära klockor växte fram under början av 1960- talet då man började jämföra proteinsekvenser mellan olika arter. Det var vid den här tidpunkten som den tekniska utvecklingen gjorde det möjligt att studera molekyler mer i detalj, vilket också banade vägen för nya upptäckter inom molekylär evolution. Ett flertal forskare kom fram till att vissa proteiner evolverade i en jämn takt även mellan väldigt olika organismer. Emile Zuckerkandl och Linus Pauling (1962) var de första forskarna som upptäckte att aminosyrasekvensen i hemoglobin förändrades likartat hos flera olika djurarter. Även biokemisten Emanuel Margoliash (1963) kunde visa att vitt spridda arter divergerat lika med avseende på proteinet cytokrom C. Genom att utgå från cytokrom C hos en bakterie upptäcktes att divergensen begränsats inom intervallet 64 till 69 procent för många olika arter så som jästsvampar, tonfiskar, kaniner, hästar och människan.
Teorin kring att vissa molekyler förändras genom en regelbunden och klocklik process fick allt större stöd då den japanska biologen Motoo Kimura (1968) lanserade teorin om neutral molekylär evolution. Teorin går ut på att den största delen av de genetiska förändringarna som finns hos olika organismer inte är ett resultat av naturlig selektion. Dessa förändringar är istället ett resultat av neutral selektion så som genetisk drift. Enligt Kimura påverkar därmed inte den molekylära variationen organismens fitness och är i den meningen neutral. Dessa neutrala förändringar sker med ungefär samma hastighet hos olika arter och utgör drivkraften bakom molekylära klockor.

## Tillämpningar
Molekylära klockor har visat sig vara användbara i flera olika sammanhang vid studier av evolutionen och resultaten har varit häpnadsväckande. Till exempel har studier av mitokondrie-DNA som molekylära klockor gett oss en klarare bild av vårt eget ursprung. Mitokondrie-DNA, muterar relativt fort vilket är till fördel då man analyserar relativt sena evolutionära händelser. För bara tre decennier sedan hade vi inte tillräcklig information för att bestämma vårt eget släktskap till våra närmaste släktingar. Men med hjälp av molekylär systematik och molekylära klockor vet vi idag att vi är närmre släkt med schimpansen än med gorillan och orangutangen. Vi vet också att vi skiljdes från schimpansen för ca 6 miljoner år sedan. Då den molekylära klockan kombineras med fossilfynd får vi också en klarare bild över hur hominiderna (människoaporna) utvecklats. Med hjälp av mitokondrie-DNA som enbart ärvs från modern har bland andra Allan Wilson och Rebecca Canns forskarteam vid University of California kommit fram till att de första människorna av släktet Homo sapiens levde i Afrika för ca 150 000- 250 000 år sedan.
För att analysera händelser längre tillbaks i tiden har ribosomalt RNA visat sig innehålla användbar information. Till exempel har man testat teorin om att mitokondrier och kloroplaster är intracellulära symbionter som från början har en prokaryot förfader. Denna teori har kunnat styrkas med hjälp av ribosomalt RNA som molekylära klocka. Resultaten tyder på att kloroplasten från början var en cyanobakterie och att mitokondrien har utvecklats från en bakterie.

## Kritik
Teorin om molekylära klockor har sedan dess upptäckt mött hård kritik. Då det finns en rad uppenbara problem vid tillämpningen av molekylära klockor är metoden än idag kontroversiell.  En stor del av kritiken består i de problem som uppstår vid kalibrering av den molekylära klockan (dvs. bestämning av de neutrala mutationernas hastigheter).
Kalibrering
Teorin kring molekylära klockor blir endast användbar då man på något sätt kan kalibrera dessa klockor (fastställa mutationshastigheten). Det är endast då hastigheten är känd, som man med hjälp av den molekylära klockan kan räkna ut när olika arter divergerat från en gemensam anfader. Kalibreringen sker ofta genom att jämföra den molekylära klockan med andra dateringar så som fossil eller liknande evolutionära händelser. Ett problem med denna tidsbestämning kan dock vara att fossilfyndet i sin tur har en osäker eller felaktig datering. I sådana fall kommer också den molekylära klockan att vara missvisande.
Ett annat problem vad gäller kalibrering av molekylära klockor är att dessa visar sig ha olika hastighet beroende på vilken molekyl som studeras. Beroende på vilket protein som jämförs ger den molekylära klockan olika dateringar. Det verkar alltså som att olika molekylära klockor tickar olika fort. Det har också visat sig svårt att använda molekylära klockor som metod vid jämförelser mellan eukaryoter, prokaryoter och RNA virus. Dessa tre grupper av organismer har så pass olika genomstruktur att någon gemensam mutationshastighet ej kan urskiljas.
Ytterligare metodproblem
Ett ytterligare problem vid användningen av molekylära klockor uppstod då det visat sig att mutationshastigheten snarare är en hastighet per generation än per år. Detta ställer till problem då man jämför olika arter med väldigt olika generationstid. Generellt har små organismer kortare generationstid än stora organismer. Små organismer med kortare generationstid ansamlar därför mutationer i snabbare takt än större organismer med längre generationstid. Detta problem har påvisats då man bland annat undersökt samevolverande arter så som gnagare och dess löss, där gnagaren har längre generationstid än lusen som därmed också ansamlat fler mutationer per tidsenhet.
Slutligen kan nämnas att formen på livets träd med dess olika långa grenar också talar emot att mutationer ansamlas i en jämn takt. Om mutationerna ansamlades klockvis med konstant hastighet oavsett vilken organism man studerar skulle livets träd ha jämnlånga grenar. Avståndet från den närmast gemensamma anfadern till toppen av varje gren skulle i så fall vara jämnlång. Så är inte fallet. Längden på olika grenar i livets träd skiljer sig ofta åt, vilket försvårar antagandet om molekylära klockor.